# Samsonite
Samsonite Group S. A. (Самсонайт) — производитель багажа, выпускающий продукцию от больших чемоданов до небольших сумок для туалетных принадлежностей и портфелей.

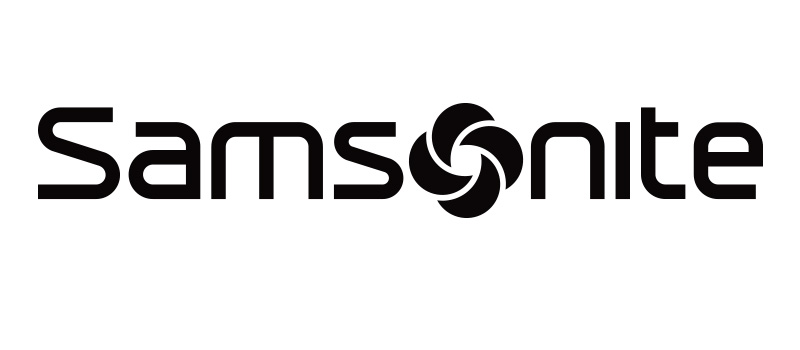
Логотип компании

## История
Компания была основана в Денвере (Колорадо) 10 марта 1910 года продавцом багажа Джесси Швайдером (1882—1970) под названием Shwayder Trunk Manufacturing Company. Религиозный человек, Швайдер назвал свою первую продукцию «Самсон» в честь библейского силача, подразумевая выносливость своих чемоданов. В 1939 году он начал использовать торговую марку Samsonite (с англ. — «самсонит»).
В июле 2007 года финансовый инвестор CVC Capital Partners приобрёл компанию за 1,7 миллиарда долларов, став пятым владельцем Samsonite за 21 год.
В марте 2016 года Samsonite договорилась о покупке производителя элитного багажа Tumi за 1,8 миллиарда долларов в рамках своего крупнейшего в истории приобретения.
В апреле 2017 года Samsonite согласилась приобрести eBags за 105 миллионов долларов. eBags принесла 158,5 млн долларов продаж в 2016 году, что на 23,5 % больше, чем 128,3 млн долларов в 2015 году.
Акции торгуются на Гонконгской бирже.

## Производство

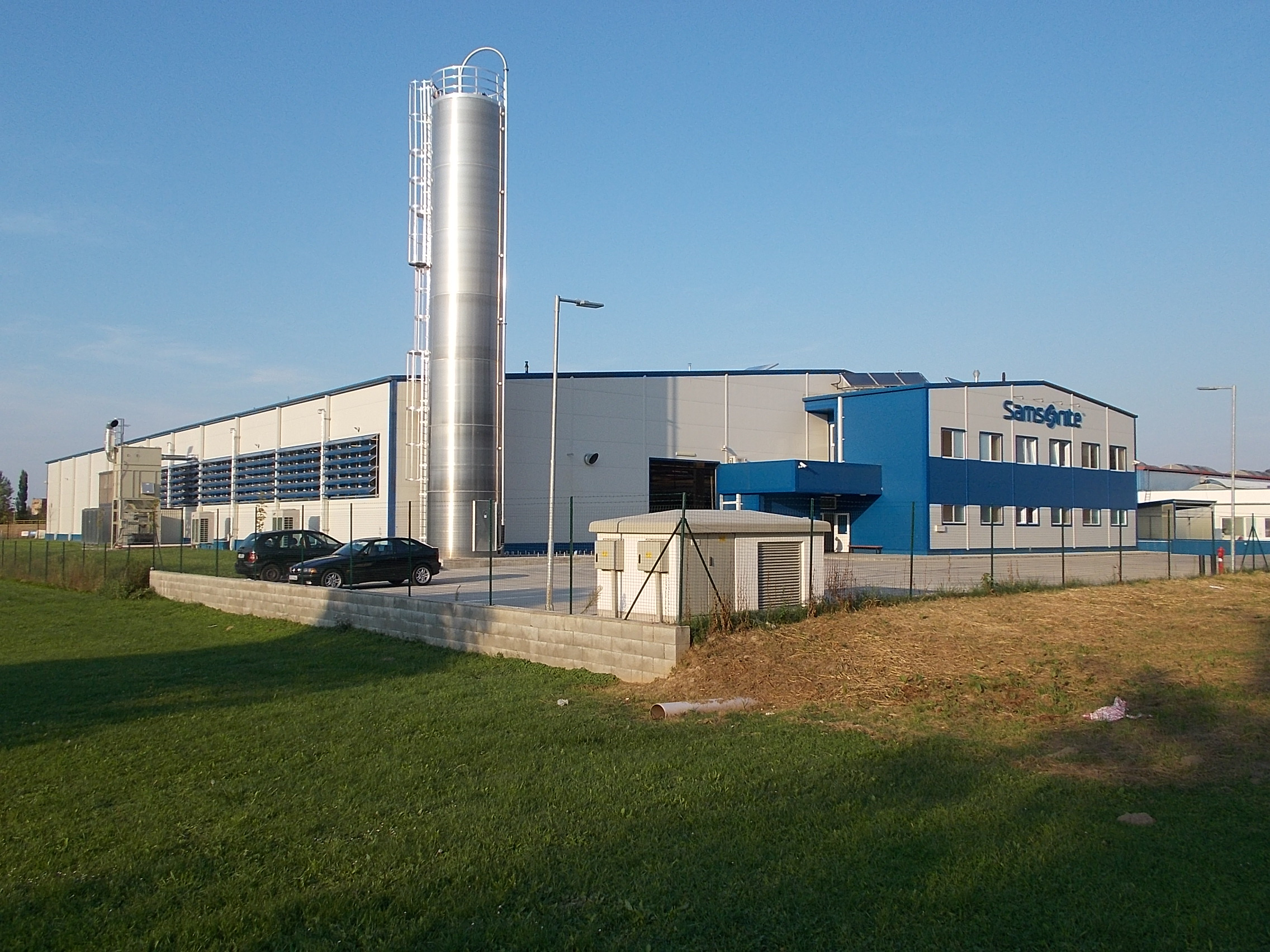
Завод Samsonite в Венгрии

В 2008 году 40 % процентов всего жёсткого багажа Samsonite производилось на заводе в Насике (Индия).
Два сборочных завода компании были построены в Венгрии — в 1989 и 2017 годах.

## Продукция
Компании принадлежат такие бренды, как American Tourister, Tumi, Hartmann, eBags.
Логотип фирмы Samsonite присутствует на ядерном чемоданчике первого президента Российской Федерации Бориса Ельцина. При этом представители фирмы заявляли, что никогда не участвовали в создании российской системы ответного ядерного удара.
В 1960 году Samsonite начала распространять игрушки Lego, выпускавшихся ей по лицензии Lego Group до 1972 года.